# Віллер-ла-Виль (Бельгія)
Віллер-ла-Виль (валлон. L' Abeye) — муніципалітет Валлонії, розташований у бельгійській провінції Валлонський Брабант. На 1 січня 2006 року загальна кількість населення Віллер-ла-Віль становила 9572 особи. Загальна площа 47,45 км2, що дає щільність населення 202 жителя на км2. Муніципалітет також включає села Марбе, Меллері, Сарт-Дам-Авелін і Тіллі.

## Історія
На північ від села лежать руїни абатства Віллер, які були одним із найважливіших цистерціанських абатств Європи. Воно було засноване в 1147 році і зруйнований французькими республіканцями в 1795 році. У зруйнованій церкві, прибудованій до абатства, все ще можна знайти надгробки кількох герцогів Брабанту 13-14 століть.
Руїни також з'являються в останньому епізоді 2 сезону sense8.